# Wereldmuseum Amsterdam
Het Wereldmuseum Amsterdam (tussen 1950 en 2023 bekend als Tropenmuseum), gesticht in 1864 als Koloniaal Museum, is een Nederlands volkenkundig museum aan de Linnaeusstraat in Amsterdam. Het heeft een grote verzameling etnografische artefacten uit tropische en subtropische gebieden, vooral uit de voormalige Nederlandse overzeese gebiedsdelen. Het maakte tot 2014 deel uit van het Koninklijk Instituut voor de Tropen, tegenwoordig is het museum onderdeel van het Nationaal Museum van Wereldculturen.

## Geschiedenis

Openingsceremonie van het Koloniaal Instituut in de lichthal van het huidige Tropenmuseum in aanwezigheid van koningin Wilhelmina in 1926

In 1864 werd het Koloniaal Museum opgericht in Haarlem door Frederik Willem van Eeden en kreeg in 1871 onderdak in Paviljoen Welgelegen. Tot 1901 was Van Eeden directeur van dit museum alsook van het eveneens daar gehuisveste Museum voor Kunstnijverheid. Het museum kreeg ruimtegebrek en er werd besloten om via de Vereeniging Koloniaal Instituut een museumgebouw op te zetten in Amsterdam. Het instituutsgebouw werd ontworpen door architectenbureau Van Nieukerken uit Den Haag. Het museumgedeelte bood destijds plaats aan tentoonstellingsruimten van twee musea: het Handelsmuseum (onderdeel van de afdeling Tropische Producten van het instituut met een verzameling afkomstig uit het Koloniaal Museum in Haarlem) en het Volkenkundig Museum (onderdeel van de afdeling Volkenkunde, afkomstig uit het Ethnographisch Museum in Artis). De grondstoffencollectie van het Handelsmuseum is later overgenomen door Naturalis en Universiteit Wageningen.
Het museum viel een tijdlang onder het Ministerie van Koloniën en later ministerie van Buitenlandse Zaken, dat in 2011 besloot de subsidie per 1 januari 2014 te beëindigen. Veel personeel moest worden ontslagen en sluiting van het museum dreigde. In juni 2013 maakte het ministerie van Onderwijs, Cultuur en Wetenschap bekend dat een nieuwe subsidie zou kunnen worden verleend op voorwaarde dat het Tropenmuseum losgemaakt zou worden van het Koninklijk Instituut voor de Tropen (KIT). Daarnaast werd de collectie van het KIT eigendom van het rijk en daarmee onderdeel van de rijkscollectie. De historische kaart- en bibliotheekcollectie werd als bruikleen van het rijk ondergebracht bij de bibliotheek van de Universiteit Leiden, de boeken van na 1950 werden geschonken aan de nieuwe bibliotheek van Alexandrië.
In 2014 fuseerde het museum met het Rijksmuseum Volkenkunde in Leiden en het Afrika Museum in Berg en Dal. Deze musea gingen verder als het Nationaal Museum van Wereldculturen. Minister Bussemaker kende het Tropenmuseum in de nieuwe constructie met de volkenkundige musea in juni 2015 alsnog langdurige subsidie toe.
In 2023 kreeg het museum de naam Wereldmuseum Amsterdam doordat het museum en het Museum Volkenkunde in Leiden, het Afrika Museum in Berg en Dal en het Wereldmuseum in Rotterdam deel gingen uitmaken van het Nationaal Museum van Wereldculturen.

## Verzet
In 1940 namen de nazi's ten behoeve van hun Grüne Polizei het Koninklijk Instituut voor de Tropen over, maar lieten het feitelijke Tropenmuseum daarbuiten, zodat dit open bleef. G.L. Tichelman was daar toen conservator en begon al snel met allerlei verzetswerk, dat leidde tot het drukken van illegale informatie en het opslaan van allerlei spullen zoals wapens en zenders. Ook werkte hij mee aan het toelaten van onderduikers, zoals de zoon van ex-premier Colijn, Henk Colijn. Slechts eenmaal werden bij een inval illegale spullen ontdekt, maar de rol van Tichelman bleef tijdens de oorlog geheim.

## Collectie
Het Wereldmuseum Amsterdam bevat zowel traditionele als moderne (kunst)objecten, geluidsfragmenten en videobeelden en geeft een beeld van zowel de levende tradities als van de geschiedenis van verschillende wereldculturen.
Kern van het Wereldmuseum Amsterdam vormen de samengevoegde collecties van het 19de-eeuwse Koloniaal Museum te Haarlem en de oude verzameling van het Ethnographisch Museum Artis.
De collectie die vanuit het Wereldmuseum Amsterdam werd toegevoegd aan die van het Nationaal Museum van Wereldculturen bestaat uit 153.000 voorwerpen en 210.000 historische foto's, plus nog eens zo'n 275.000 fotografieën die de voorselectie niet haalden, maar wel in huis zijn. Naast schilderijen omvat de verzameling een collectie textiel uit Indonesië en veel objecten uit Nieuw-Guinea en Suriname.

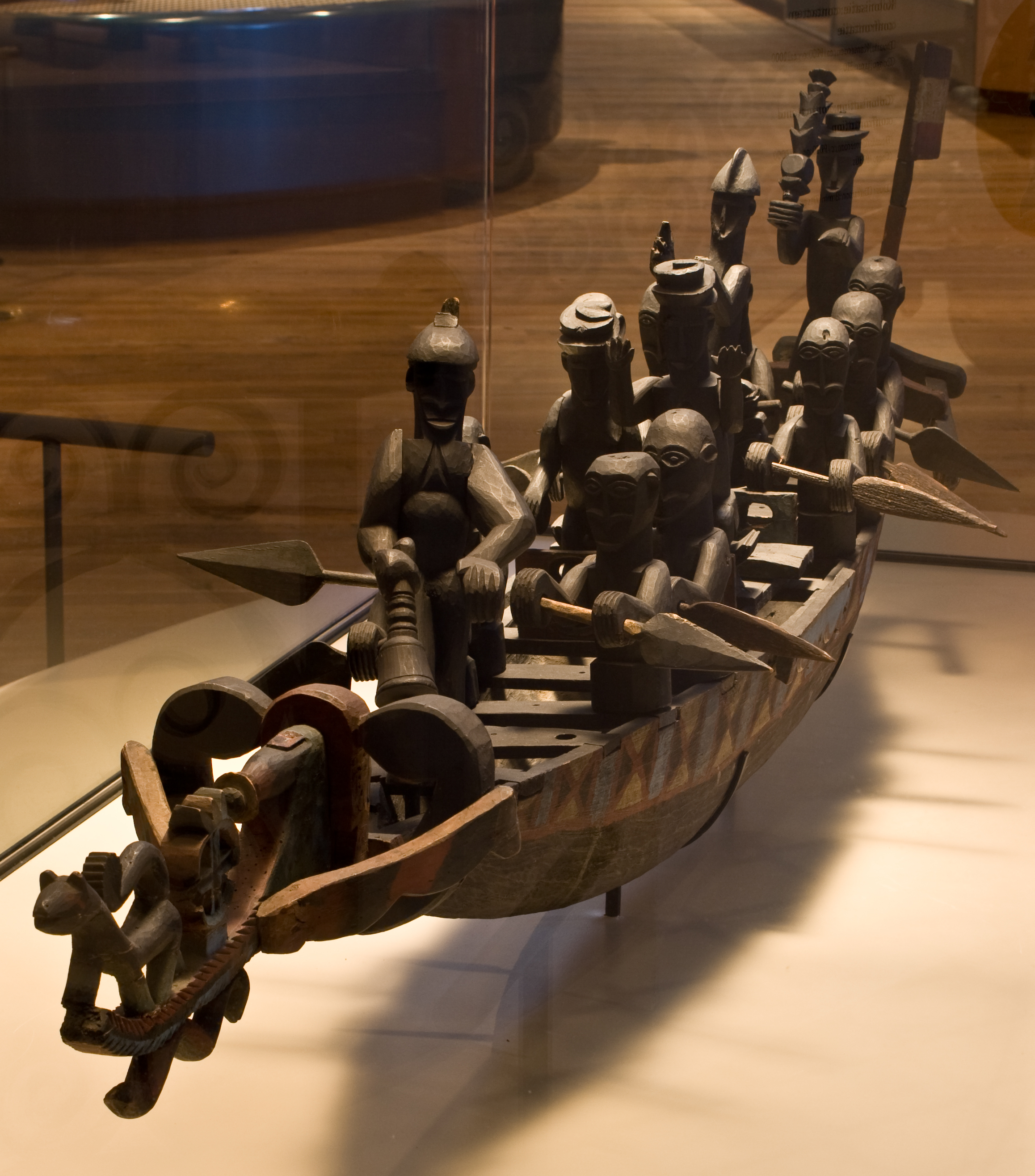
Kano
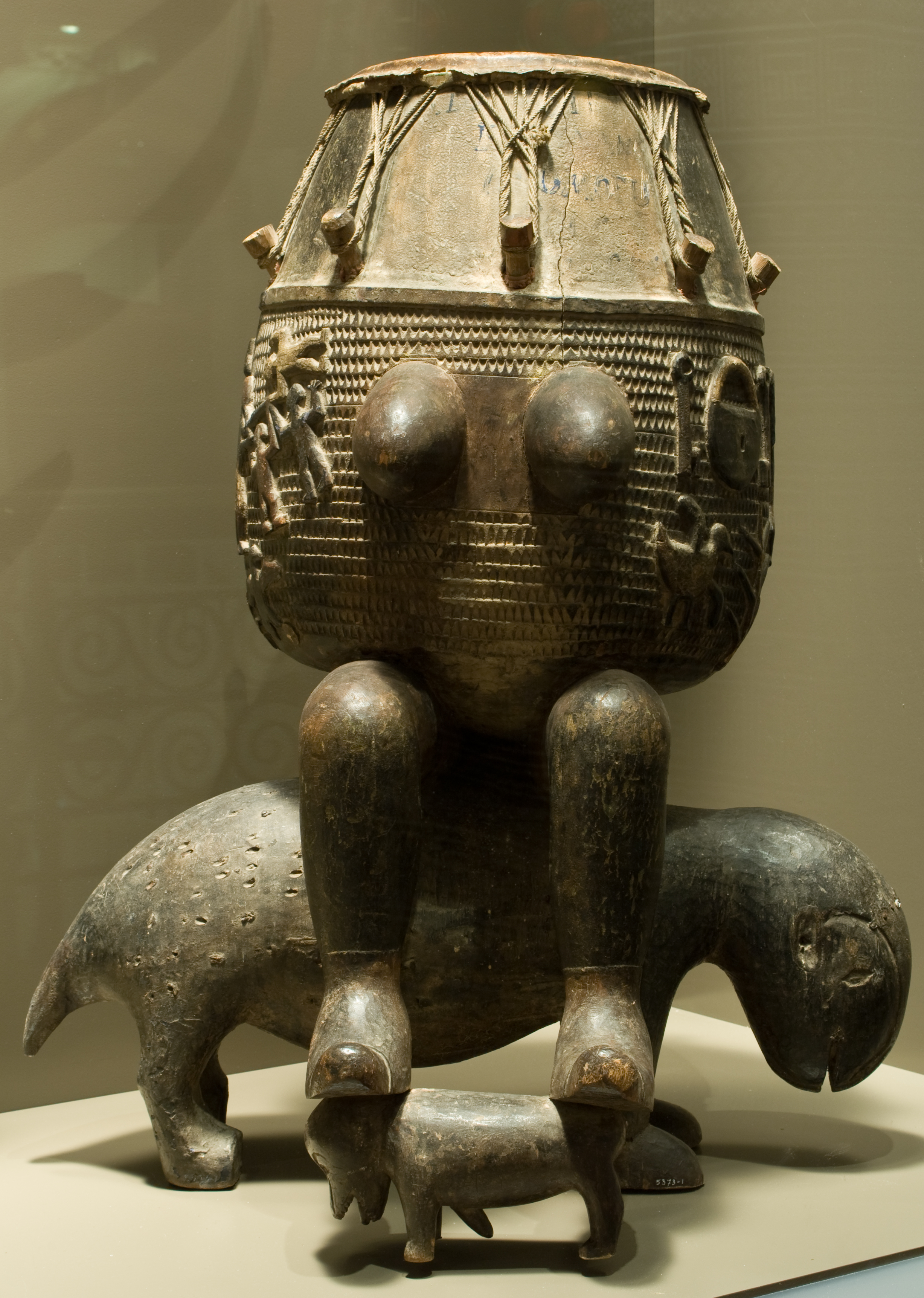
Trom
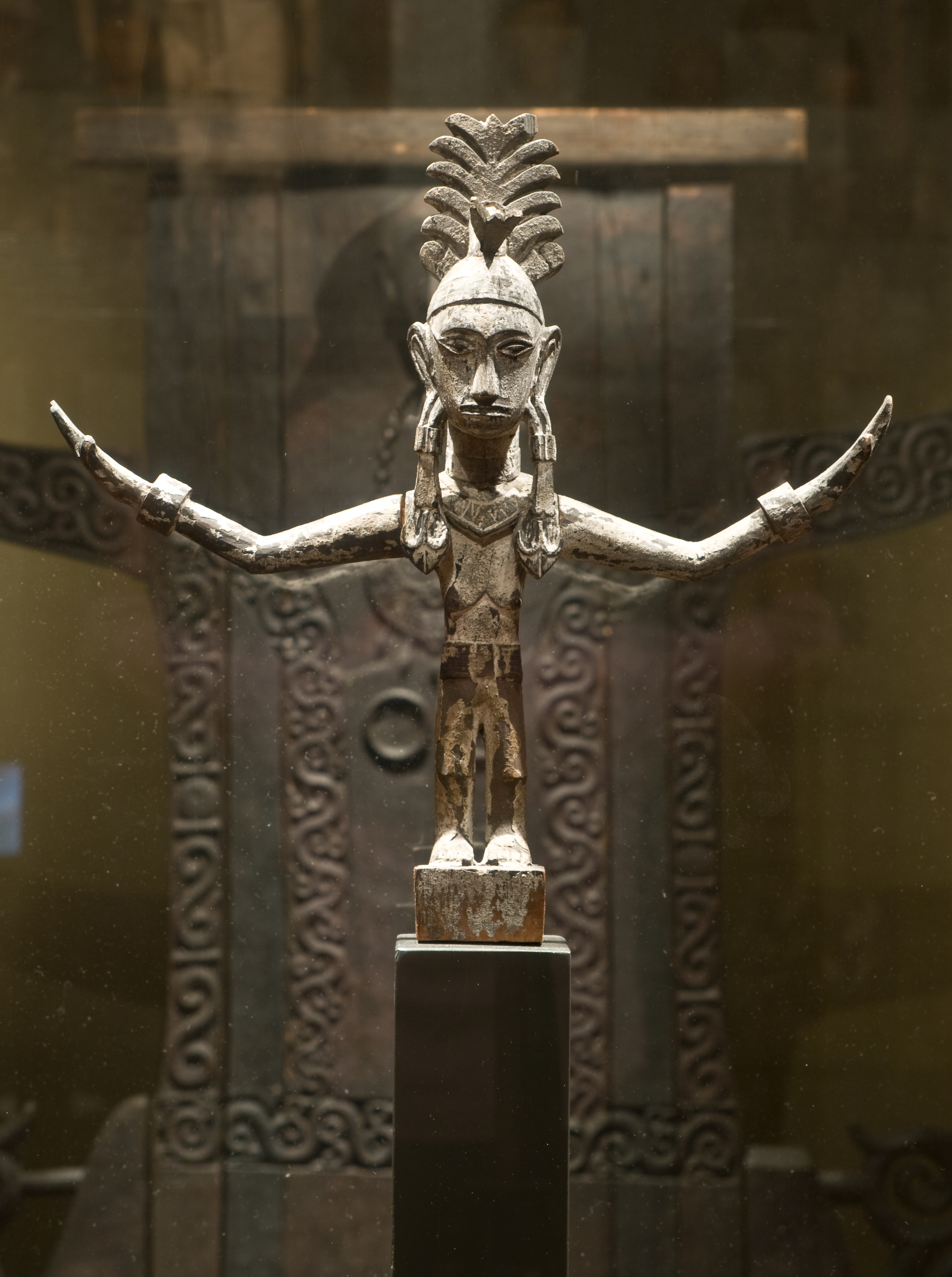
Danseres Nias
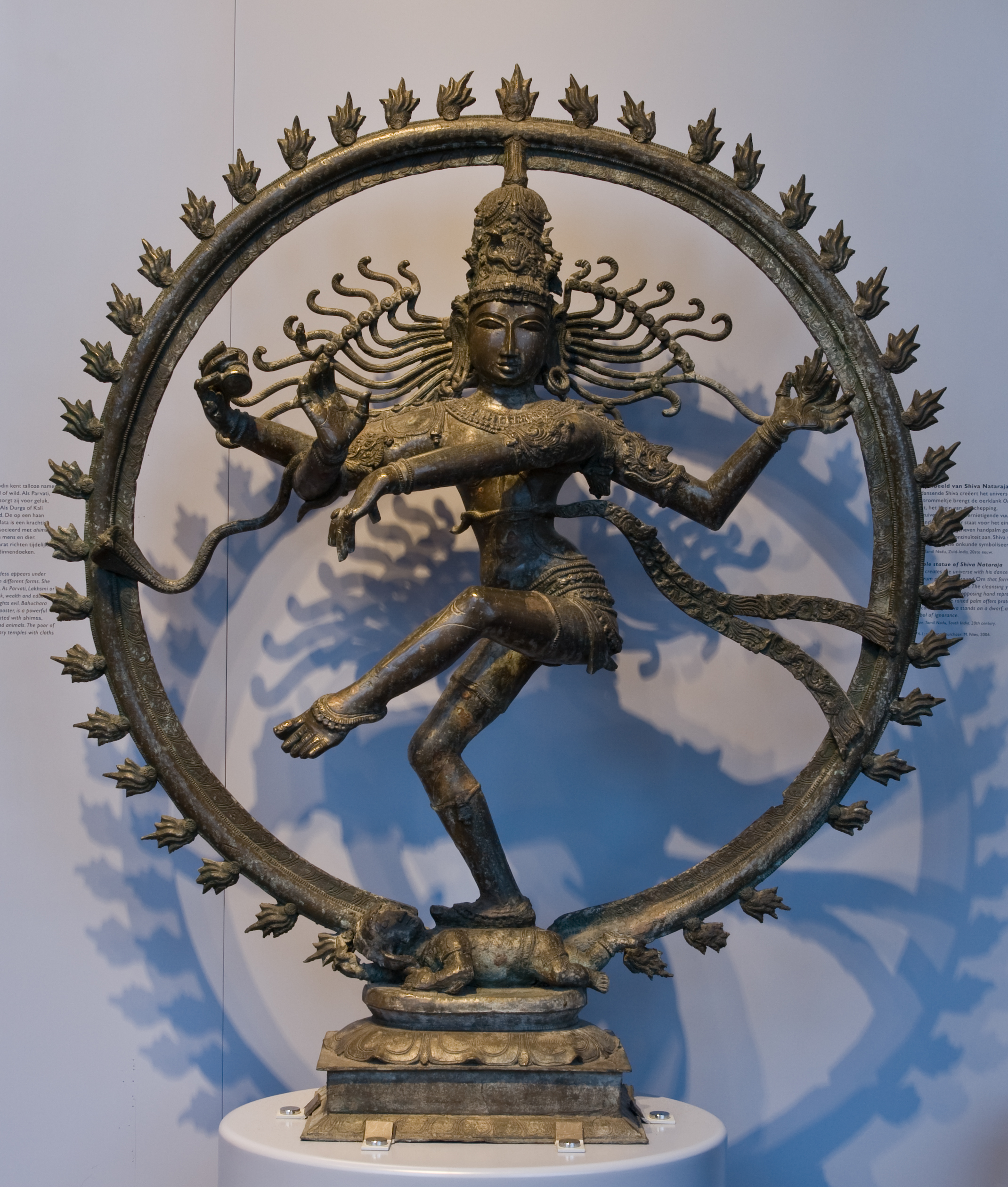
Shiva Nataraja
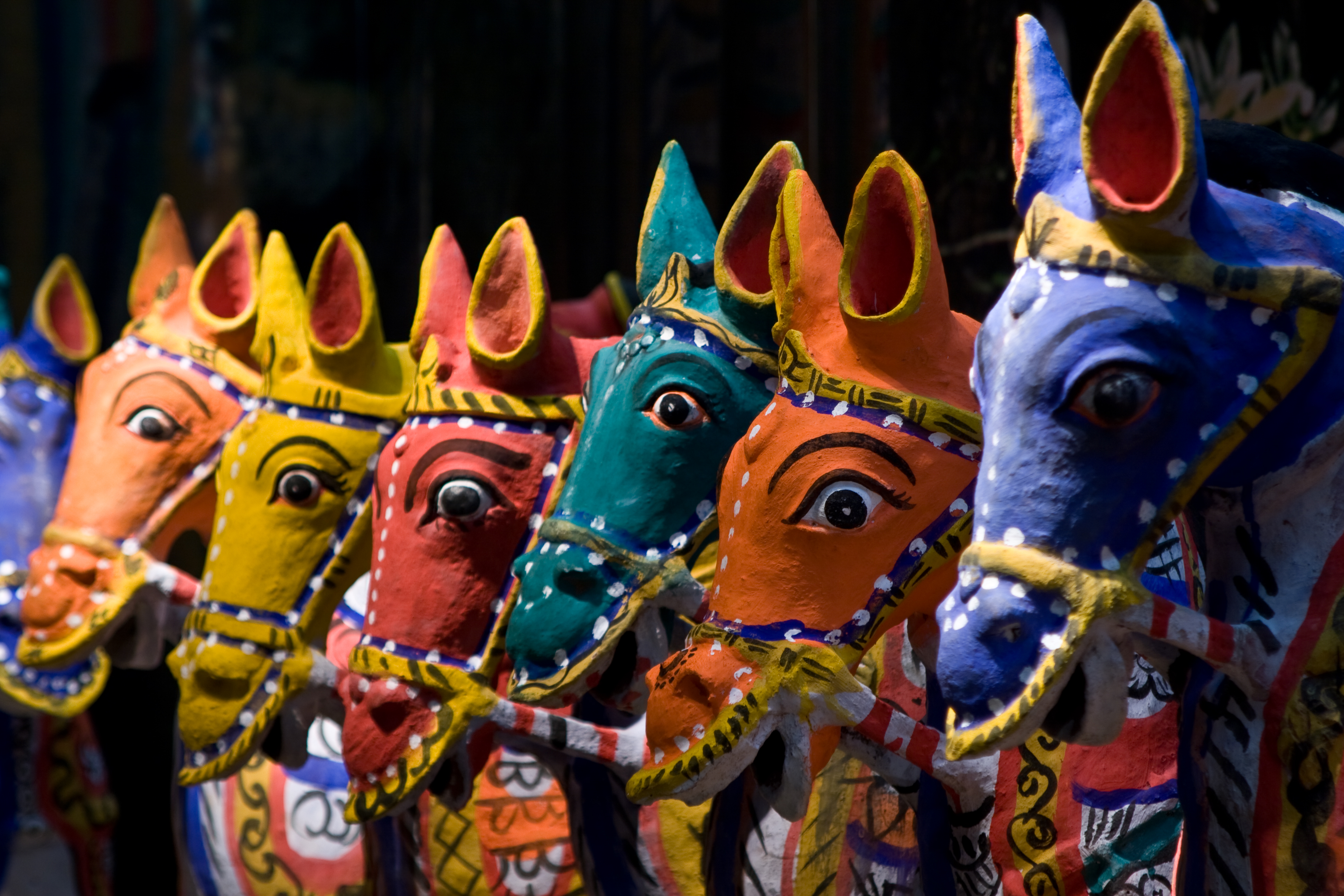
Aiyanar-paarden
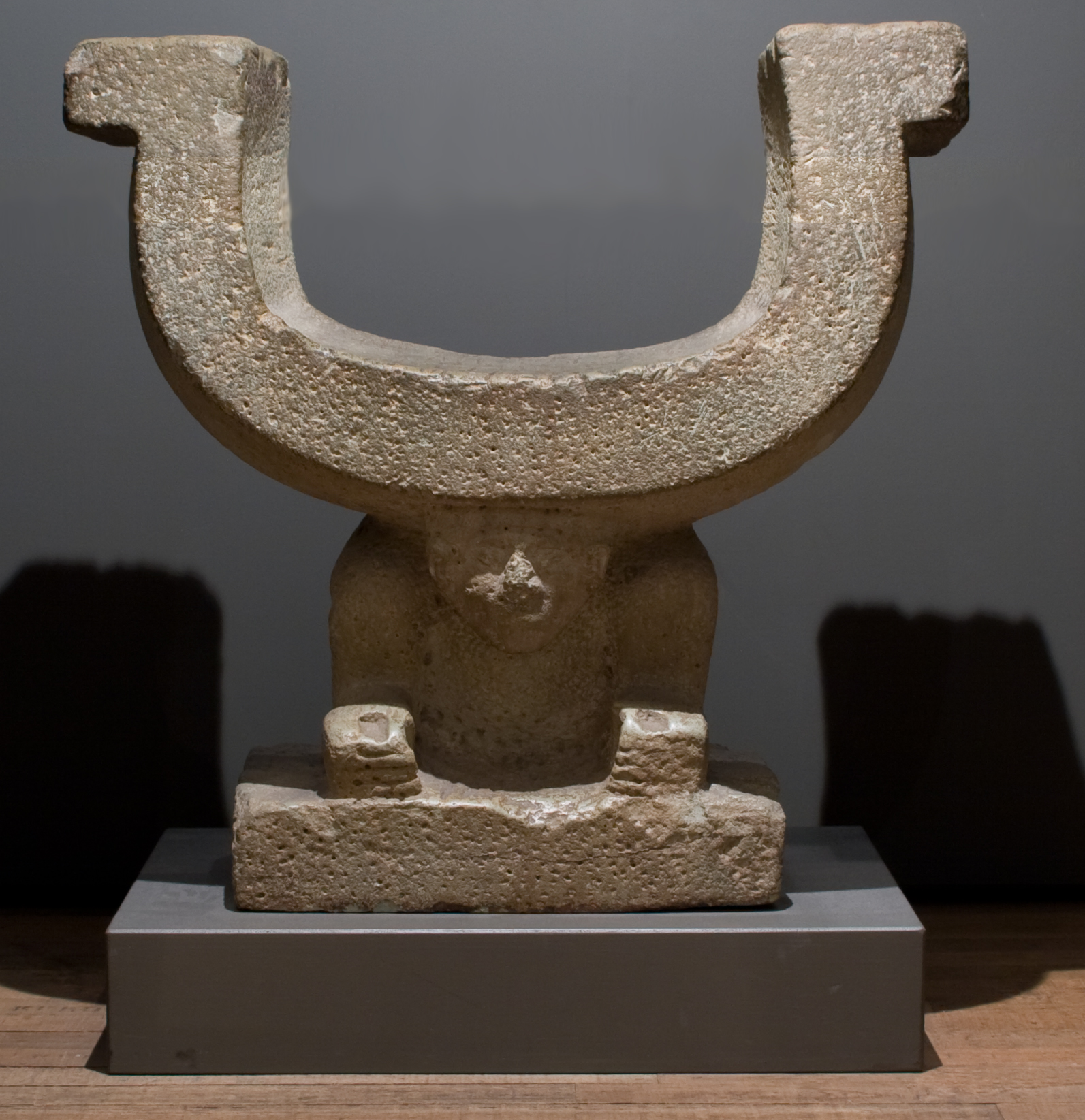
Precolumbiaanse zetel
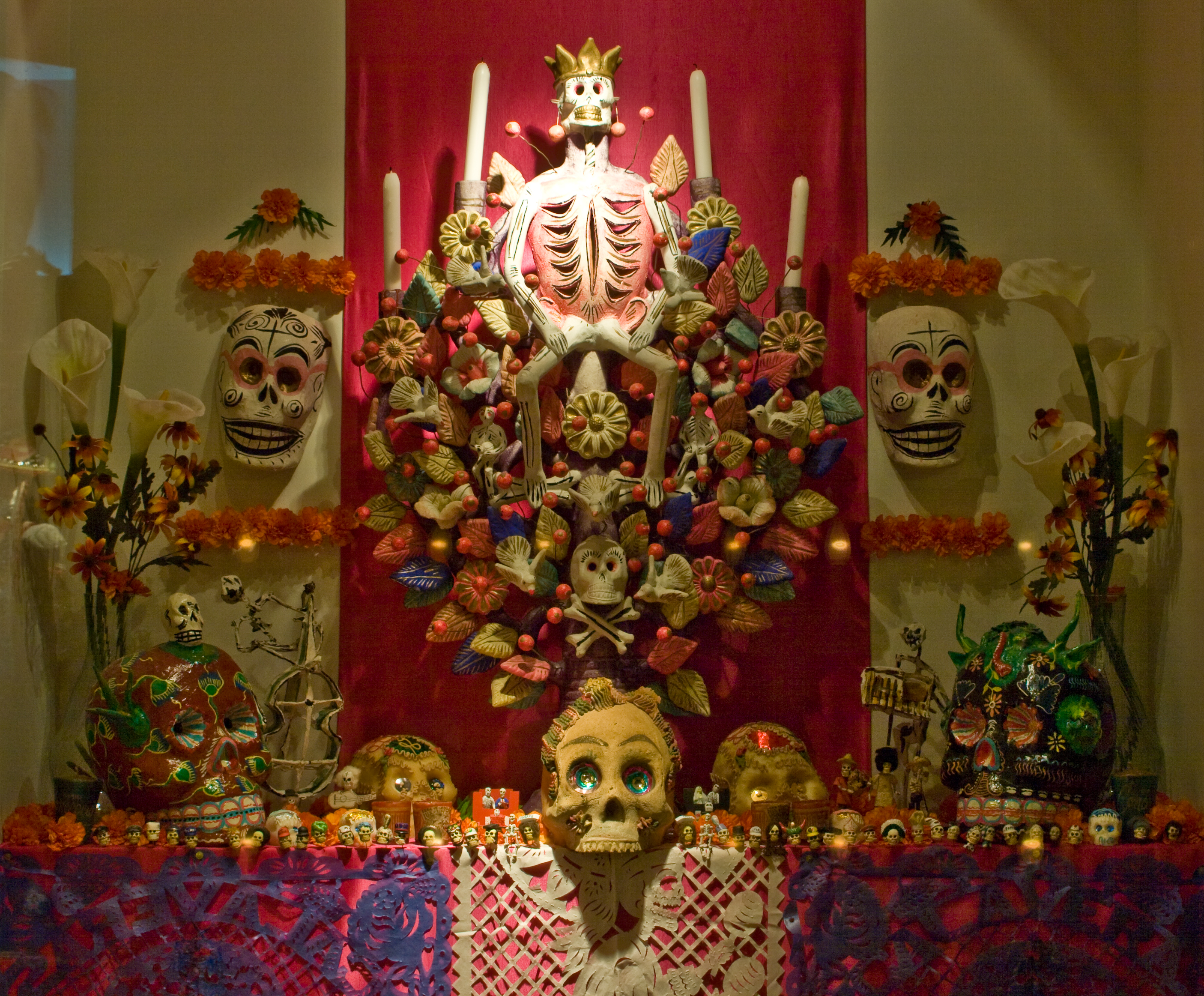
Allerzielen-altaar Mexico
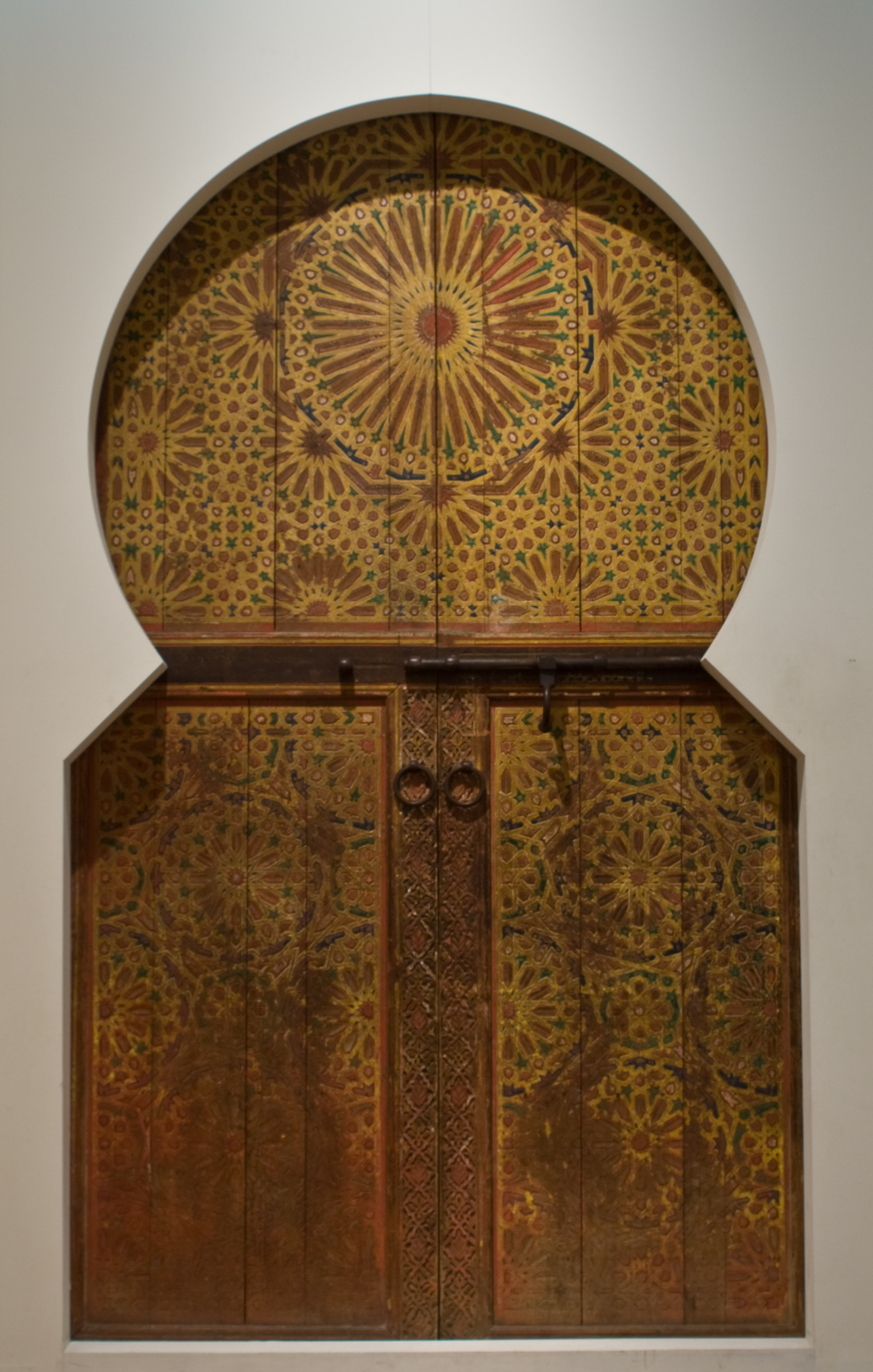
Deur uit Marrakech
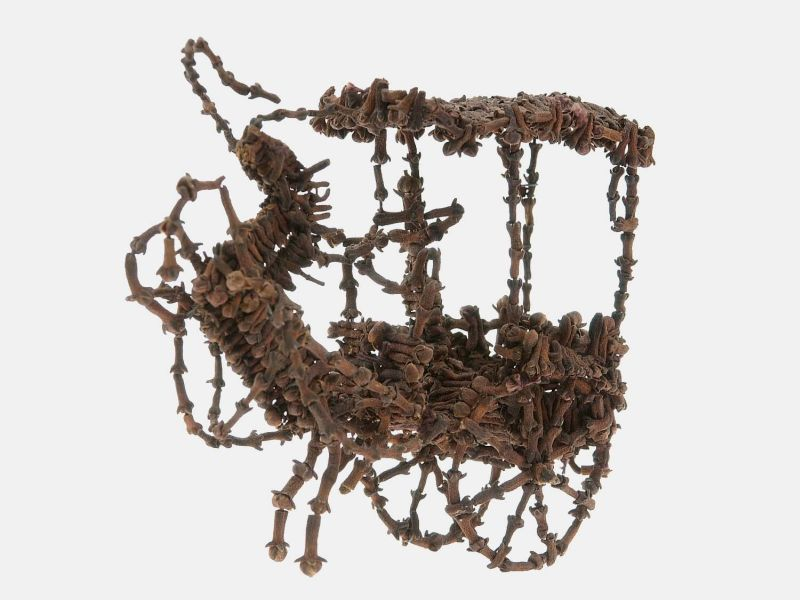
Kruidnagelmodel van een rijtuig met paard.
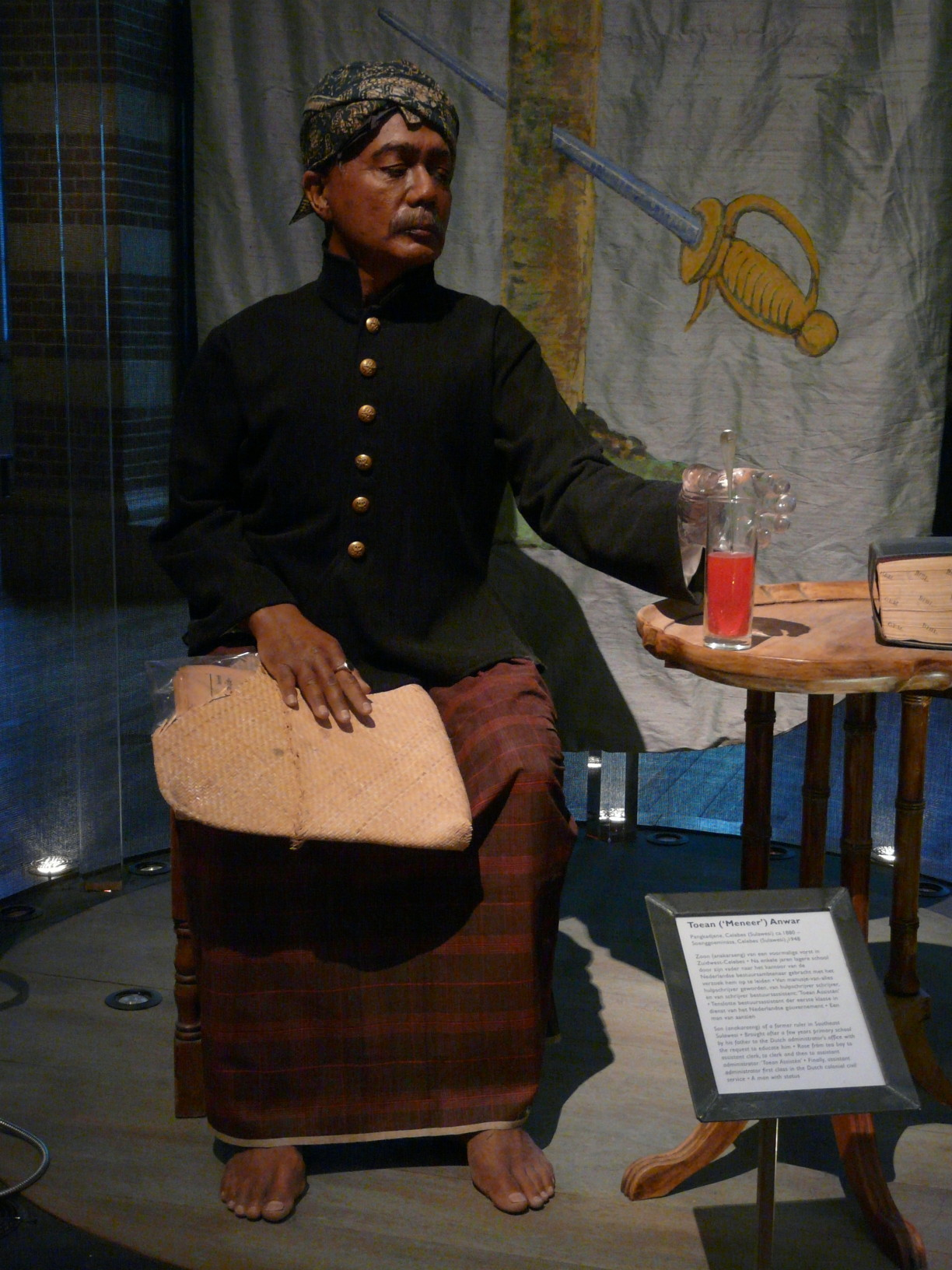
Opstelling inlandse bestuursambtenaar op Celebes
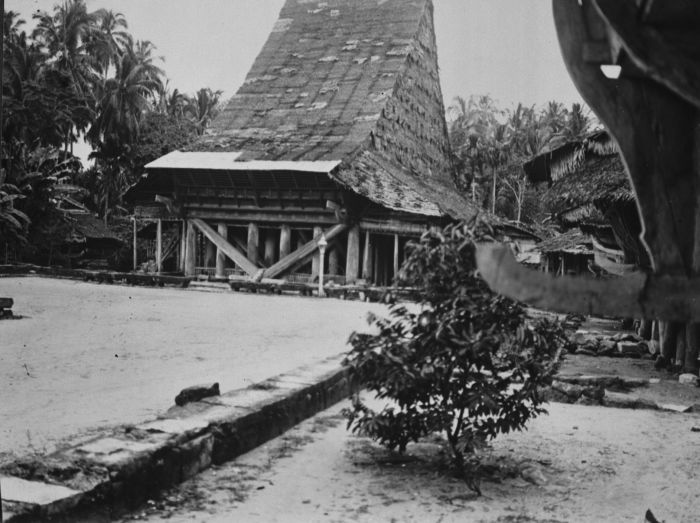
Foto raadhuis van Baroejoe Lasara op het eiland Poelau Telo, Ned.-Indië 1922
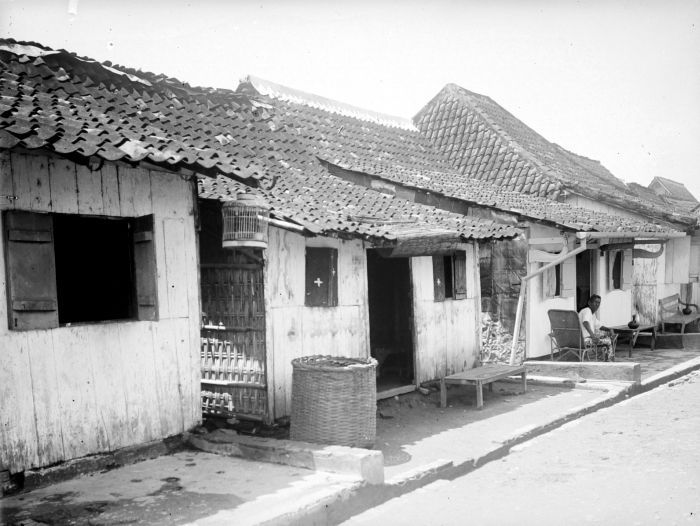
Foto kampongwoningen te Semarang, ca. 1910 (collectie H.F. Tillema)
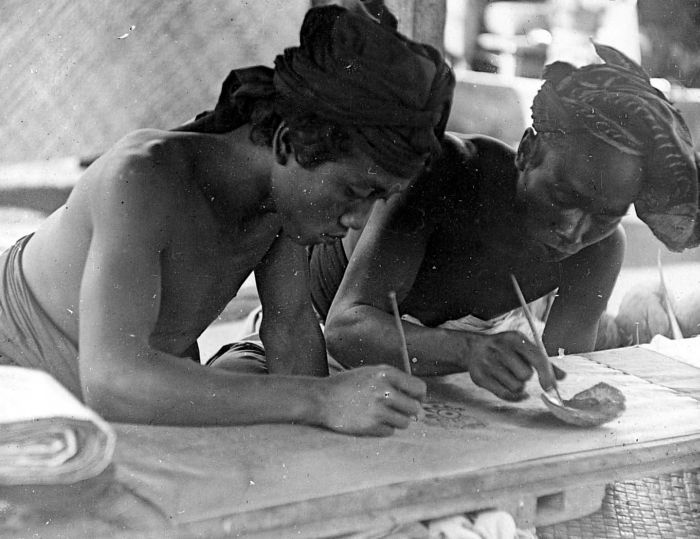
Schrijven op lontarbladen (repronegatief)

## Tentoonstellingen (selectie)
- 1915-1915 - Oud-Javaansch en hedendaagsch Balisch Hindoeïsme
- 1952-1952 - Balische kunst uit eigen bezit
- 1953-1953 - Kon Tiki? Azië - Oceanië - Amerika
- 1954-1954 - Melanesische Kunst
- 1954-1954 - Wat rotsen vertellen, geheime tekens uit het verleden
- 1954-1955 - Kleur op doek. Hoe exotische weefsels worden gekleurd
- 1956-1956 - Centraal Amerika's onbekende schatten
- 1956-1956 - Asmat, Zuidwest Nieuw-Guinea
- 1956-1957 - 5000 Jaar Schrift en Schrijven
- 1957-1958 - Arts en medicijnman
- 1958-1958 - In de ban der voorouders
- 1961-1961 - Sahara
- 1962-1963 - Suriname
- 1963-1964 - Wonen in de wijde wereld
- 1966-1967 - Rijst, een dagelijkse zorg
- 1967-1968 - Van top tot teen
- 1968-1969 - India nu
- 1971-1971 - Sieraden uit islamitische landen en aangrenzende gebieden
- 1973-1973 - Anonieme kunstenaars uit een verre wereld
- 1974-1974 - Zambia in tekening
- 1975-1975 - Vrouw ben je
- 1975-1975 - Tantra
- 1980-1981 - Walter Spies en Balinese Kunst
- 1982-1982 - Tropenpost; beelden uit verre landen
- 1983-1983 - India in druk, een indruk van India
- 1983-1984 - 'De klepper klept niet meer'; lepra door de eeuwen heen
- 1985-1986 - Indigo: leven in een kleur
- 1987-1987 - Van totem tot lifestyle; Europese cultuur in ontwikkeling
- 1988-1989 - Jemen
- 1989-1990 - Wit over zwart. Beelden van Afrika en zwarten in de westerse populaire cultuur
- 1990-1991 - Sail in de tropen
- 1990-1991 - Het Tropenmuseum pakt uit: 125 jaar verzamelen
- 1991-1992 - Mexico Stad
- 1992-1993 - Adivasi. Het andere India
- 1993-1994 - Eeuwige Schoonheid; sieraden van oud-Javaans goud, 4e - 15e eeuw
- 1993-1994 - Lieve Lasten. Hoe kinderen gedragen worden
- 1994-1994 - Sinar Surya. Zonne-energie in Indonesië
- 1995-1996 - Verre vrienden van Jan Klaassen; poppenspel in Afrika en Azië
- 1996-1997 - Geweven Documenten, Indonesische weefsels verzameld door Georg Tillmann (1882-1941)
- 1998-1998 - Antropologica - 100 jaar studeren op culturen
- 1998-1999 - Indië omlijst. Vier eeuwen schilderkunst in Nederlands-Indië
- 2001-2002 - Abstracte Schilden/rkunst; de kunst van de verdediging
- 2001-2002 - Race naar de sneeuw
- 2002-2003 - Familieverhalen uit Zuid-Afrika: een groepsportret
- 2004-2004 - Warwick Freeman - sieraden
- 2004-2005 - Het Kwaad, All about Evil
- 2005-2006 - Licht en duisternis. De Surinaamse schilder Leo Glans (1911-1980)
- 2006-2007 - Knotsen! Schedelsplijters uit de Stille Zuidzee
- 2007-2008 - Bisjpalen - een woud van magische beelden
- 2008-2008 - Asmat, historische en hedendaagse fotografie
- 2008-2009 - De chocolade-expeditie
- 2009-2010 - Kunst van overleven. Marroncultuur uit Suriname
- 2010-2011 - Rood
- 2011-2012 - De Dood Leeft
- 2012-2012 - Dankzij de bruggen
- 2012-2013 - Onverwachte ontmoetingen: verborgen verhalen uit eigen collectie
- 2013-2014 - Zwart & Wit
- 2014-2015 - Soulmade - Jasper Krabbé meets Tropenmuseum
- 2015-2015 - Body Art
- 2015-heden - ZieZo Marokko
- 2015-2016 - The Sixties: A Worldwide Happening
- 2015-2016 - Secret Love: seksuele diversiteit in China
- 2016-2017 - De Boeddha
- 2017-2018 - Rhythm & Roots
- 2017-2018 - Aleppo
- 2017-2018 - Body Art
- 2017-2019 - Fashion Cities Africa
- 2017-2021 - Heden van het slavernijverleden
- 2018-heden (vaste expo[7]) - Things That Matter
- 2018-2019 - Cool Japan: wereldwijde fascinatie in beeld
- 2019-2020 - What a Genderful World[8] - met bijbehorende zesdelige podcast door onderzoeksjournalist en podcaster Zoë Papaikonomou[9]

## Samenwerking met Wikipedia
Als een van de eerste kennisinstellingen in Nederland werkte het Wereldmuseum Amsterdam samen met Wikipedia. Tussen 2009 en 2015 werden 50.000 foto's uit de collectie van het Tropenmuseum ingebracht in Wikimedia Commons.